# آدنوکارسینوم کم‌تهاجمی ریه
آدنوکارسینوم کم‌تهاجمی ریه (انگلیسی: Minimally invasive adenocarcinoma of the lung) به تومورهای منفرد توپُر با اندازهٔ مساوی یا کمتر از ۳ سانتی‌متر در ریه می‌گویند که غالباً اپیتلیال آلوئولی (مانند آدنوکارسینوم درجا ریه)، با تهاجم موضعی کانونی کمتر از ۵ میلی‌متر به استروما هستند. پیش‌آگهی این سرطان - به‌عنوان یک آدنوکارسینوم درجا - عالی و تقریباً ۱۰۰٪ بیماران زنده می‌مانند.